# Bodnariwka (rejon kamieniecki)
Bodnariwka, Bednarówka (ukr. Боднарівка) –  wieś na Ukrainie w rejonie kamienieckim obwodu chmielnickiego.
Leży nad Zbruczem, na przeciw wsi Bednarówka w rejonie czortkowskim obwodu tarnopolskiego.

## Historia
Pierwsza wzmianka pisemna pochodzi z 1532 roku. Historia Bodnarówki jest ściśle związana z historią wsi o tej samej nazwie w rejonie czortkowskim w obwodzie tarnopolskim — rozdzielonej przez rzekę Zbrucz po pierwszym rozbiorze Rzeczypospolitej w 1772 roku; wcześniej była to jedna, podolska wieś Bednarówka. 
W nocy z 25 na 26 października 1921 roku, podczas Listopadowego Rajdu, Grupa Podolska (dowódca Mychajło Palij-Sydoriański) Armii Ukraińskiej Republiki Ludowej rozbiła w Bednarówce posterunek graniczny wojsk moskiewskich, biorąc do niewoli 46 strażników granicznych.